# Het Leerske

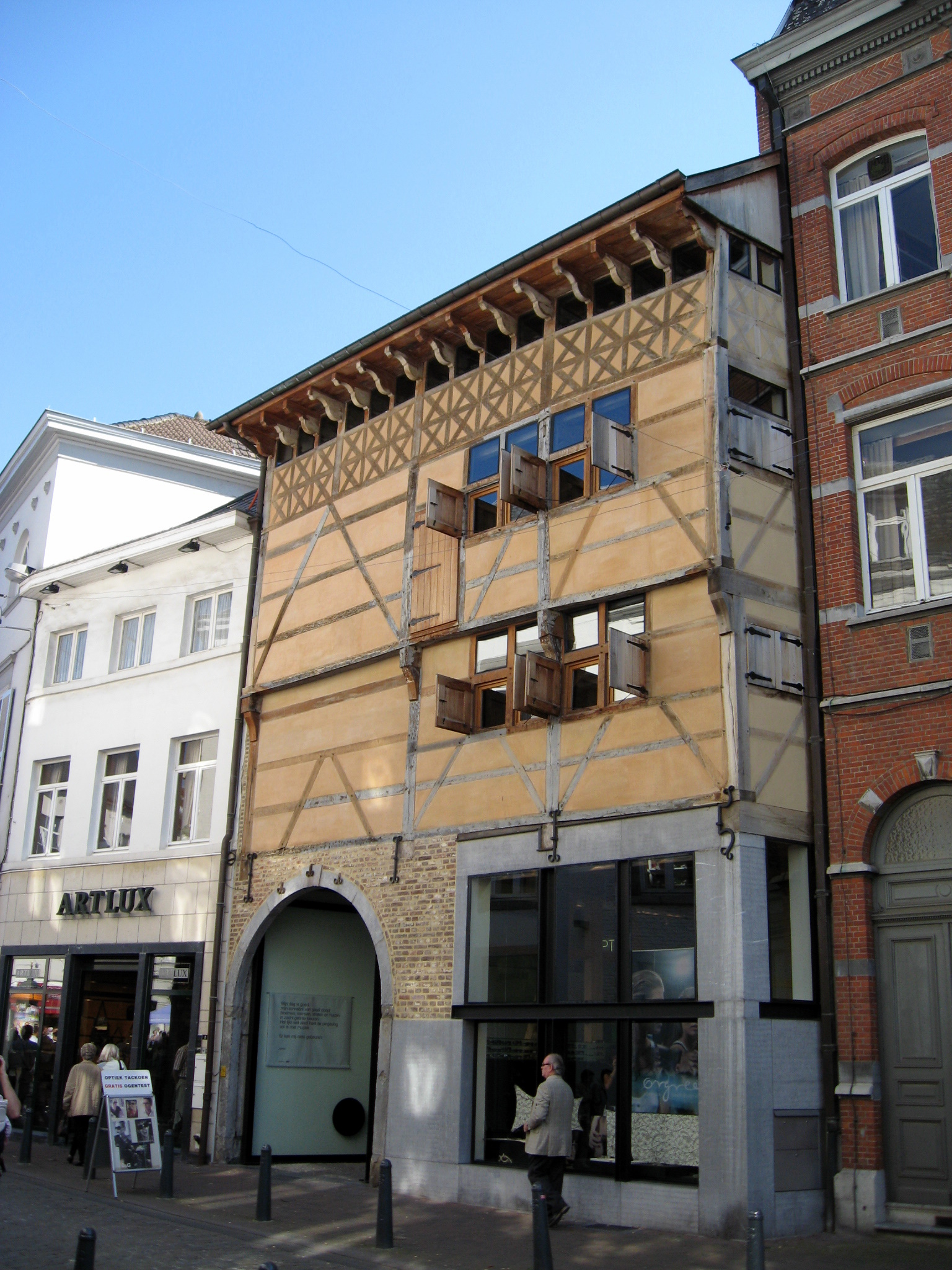
Het Leerske

Het Leerske is een huis aan Havermarkt 4 te Hasselt.
Het huis, dat ook wel Die Swarte Leirse of Die Leerse werd genoemd, was oorspronkelijk een herberg, later een woonhuis en winkel.
De kelder is mogelijk 14e-eeuws, en er werd een 15e-eeuwse munt teruggevonden. Het huidige huis dateert van de 16e eeuw. De plavuizen en een haard zijn 17e-eeuws. De vakwerkgevel is een tijd lang geheel bepleisterd en beschilderd geweest. In 2002 werd het echter gerestaureerd en kwam de vakwerkgevel weer aan den dag. Sindsdien is er een opticien in het huis gevestigd.
Het huis heeft drie verdiepingen, de bovenste verdieping springt een weinig uit. De benedenverdieping, die gedeeltelijk gewijzigd is, heeft een rondboogpoort. Op de verdiepingen bleef de oorspronkelijke vakwerkstructuur intact.
Het huis werd in 1980 geklasseerd als monument en is een van de weinige 16e-eeuwse vakwerkhuizen die Hasselt nog telt.